# No Way Out 2001
No Way Out 2001 was een professioneel worstel-pay-per-viewevenement dat geproduceerd werd door World Wrestling Federation (WWF). Dit evenement was de tweede editie van No Way Out en vond plaats in het Thomas & Mack Center in Las Vegas (Nevada) op 25 februari 2001.
De hoofd wedstrijd was een match tussen de kampioen Kurt Angle en The Rock voor het WWF Championship.
The Rock won de match en werd de nieuwe WWF Kampioen.

## Matchen
| Nr.                                                                          | Match | Winnaar(s)                 |
| ---------------------------------------------------------------------------- | --- | -------------------------- |
| 1                                                                            | Matt Hardy vs. Rikishi in een één-op-één match                                                                                         | Rikishi                    |
| 2                                                                            | Raven (c) vs. Big Show in een één-op-één match voor het WWF Hardcore Championship                                                      | Big Show (nc)              |
| 3                                                                            | Chris Jericho (c) vs. Chris Benoit vs. Eddie Guerrero vs. X-Pac in een Fatal Four-Way match voor het WWF Intercontinental Championship | Chris Jericho (c)          |
| 4                                                                            | Trish Stratus vs. Stephanie McMahon-Helmsley in een één-op-één match                                                                   | Stephanie McMahon-Helmsley |
| 5                                                                            | Stone Cold Steve Austin vs. Triple H in een Three Stages of Hell match                                                                 | Triple H                   |
| 6                                                                            | Steven Richards vs. Jerry Lawler in een één-op-één match                                                                               | Steven Richards            |
| 7                                                                            | Dudley Boyz vs. Edge and Christian vs. Brothers of Destruction in een Tables match voor het WWF Tag Team Championship                  | Dudley Boyz (c)            |
| 8                                                                            | Kurt Angle (c) vs. The Rock in een één-op-één match voor het WWF Championship                                                          | The Rock (nc)              |
| (c) huidige kampioen voor en na de match \| (nc) nieuwe kampioen na de match | |                            |